# FC 스파르타크 바르나
FC 스파르타크 바르나(ПФК Славия София)는 불가리아의 축구 클럽으로 바르나를 연고지로 한다.

## 선수 명단

### 현역
- 다니엘 나체프(2021 ~ )
- 빅토르 미테프(2013, 2021 ~ )
- 아흐메드 아흐메도프(2023 ~ )